# Facultad de Contaduría y Administración (UACH)
La  Facultad de Contaduría y Administración  de la Universidad Autónoma de Chihuahua es
una institución de tipo pública dedicada a la educación en las ciencias económico-administrativas, ubicada en  Chihuahua, Chihuahua, México.
Actualmente la FCA ofrece cinco programas de licenciatura, nueve de maestría y un doctorado, los cuales se encuentran reconocidos por el Consejo de Acreditación en la Enseñanza de la Contaduría y Administración (CACECA), además se encuentra afiliada a la Asociación Internacional para la Educación en Administración y al Pacto Mundial de Responsabilidad Social de la  Organización de las Naciones Unidas; desde 1959 es socia fundadora de la Asociación Nacional de Facultades y Escuelas de Contaduría y Administración (ANFECA)
La Revista Expansión (2012) colocó a la Facultad en el lugar 16 de las Maestrías en Administración y Recursos Humanos de México debido a la calidad en la evaluación de sus profesores y egresados.

## Historia
El 18 de diciembre de 1958 nace la Escuela Comercio y Administración, bajo la dirección del Contador Público Jorge Navarro Ayala y con el apoyo del rector de la UACH el licenciado José Fuentes Mares. La escuela inició sus operaciones con 24 alumnos en un aula facilitada por la entonces Escuela de Derecho.
Fue la séptima escuela de la Universidad Autónoma de Chihuahua en entrar en funcionamiento, después de Medicina, Ingeniería, Derecho, Educación Física y Farmacia que iniciaron clases en 1954y la Escuela de Ganadería en 1956.
En la década de los 70 se creó la carrera en Administración de Empresas en 1972, la división de Estudios de Posgradoel inició sus funciones en 1974, se creó la especialidad en Administración Agropecuaria en 1975, mientras que en 1978 se aplicaron por primera vez los exámenes de admisión y psicométricos.
En la década de los 80 se amplió la oferta académica proporcionando a los jóvenes nuevas opciones, como la especialidad en Comercio Exterior en 1980,  la maestría en Contaduría Pública inició 1981; para 1982 se contaba con la especialidad en Funcionario Bancario y en el año 1985 se abre la carrera en Sistema de comunicación y Administrativas, además 1986 sabre sus puertas una sede en la ciudad de Delicias
En 1995 inició el diplomado de inglés y en agosto de este mismo año la maestría en Mercadotecnia y Administración Financiera, durante 1996 se instauró la maestría de Administración de Recursos humanos, mientras que en 1997 inició el diplomado de Desarrollo Directivo y el de Administración Laboral.
En el 2000 inició la Maestría en Sistemas, en el transcurso del 2001 comenzó la Maestría en Impuestos entre 2007 y 2008 se logró la acreditación de la licenciatura Contador Público, Administración de Empresas, Sistemas Computacionales Administrativos, Administración Financieras y Administración Gubernamental.

## Logotipo
Se entrelazan las iniciales de la Facultad simbolizando unidad de metas y la integración de la comunidad universitaria, mientras que en la parte superior aparece el logotipo de la Universidad Autónoma de Chihuahua a la cual pertenece.

## Deportes
La FCA cuenta con los siguientes deportes: Futbol Americano, Atletismo, Basquetbol, Béisbol, Ciclismo, Fútbol Soccer, Gimnasia, Halterofilia, Balonmano, Jazz, Judo, Karate Do, Natación, Porra Acrobática, Softbol, Tae Kwon Do, Tenis, Tenis de Mesa, Tiro con Arco, Tochito, Triatlón y Voleibol.
El que tiene mayor peso debido a su tradición es el fútbol americano, al igual que este, en béisbol, fútbol, baloncesto y voleibol se tienen más campeonatos que otras facultades.
La mascota oficial de la Facultad es el Lince, su origen fue en 1981 cuando el equipo de  Fútbol Americano no participó en la liga intermedia, sin embargo el conjunto se reunía para practicar y convivir, en varias de estas reuniones notaron como de los alrededores del lugar de entrenamiento salían muchos gatos, al ver la rapidez y destreza del animal lo tomaron en cuenta para mascota del equipo de aquí derivó hasta lo que hoy son Linces.

## Oferta Educativa

### Licenciaturas
- Contaduría Pública (C.P.)
- Licenciatura en Administración de Empresas (L.A.E.)
- Licenciatura en Administración Gubernamental (L.A.G.)
- Licenciatura en Administración de Tecnologías de Información y Comunicaciones (L.A.T.I.C.)
- Licenciatura en Administración Financiera (L.A.F.)
- Licenciatura en Negocios Internacionales (L.N.I.)

### Maestrías
- Maestría en Administración (M.A.)
- Maestría en Administración de Recursos Humanos (M.A.R.H.)
- Maestría en Mercadotecnia (M.M.)
- Maestría en Sistemas de Información (M.S.I.)
- Maestría en Software Libre (M.S.L.)
- Maestría en Administración Pública (M.A.P.)
- Maestría en Impuestos (M.I.)
- Maestría en Finanzas (M.F.)
- Maestría en Auditoría (M.A.)
- Maestría en Ciencias de la Administración (M.C.A.)

### Doctorado
- Doctorado en Administración

### Distribución de Oferta Educativa
- Campus Chihuahua. Licenciaturas: Contaduría Pública, Administración de Empresas, Administración Gubernamental, Administración de las Tecnologías de Información y Comunicación, y  Administración Financiera. Maestrías: Administración, Administración de Recursos Humanos, Mercadotecnia, Impuestos, Finanzas, Sistemas de Información, Administración Pública, Auditoría, y Software Libre. Doctorados: Administración. Programas de Educación continúa: Informática, Administración de Servicios del Turismo, Ventas y Mercadotecnia, Administración Hospitalaria, Administración del Tiempo Libre, Actividades Gerenciales Mujeres Ejecutivas, Gestión Pública, Desarrollo Empresarial y Evaluación Social de Proyectos de Obra Pública.
- Campus Delicias: Licenciatura en Contador Público y Licenciatura en Administración de Empresas. Maestría en Administración.
- Campus Camargo: Licenciatura en Contador Público y Licenciatura en Administración de Empresas. Maestría en Administración.
- Campus Cd. Juárez: Licenciatura en Administración Financiera, Licenciatura en Administración de Tecnologías de Información y Comunicaciones. Maestría en Recursos Humanos, Maestría en Mercadotecnia, Maestría en Finanzas, Maestría en Sistemas de Información, Maestría en Impuestos, Maestría en Auditoría y Maestría en Software libre.

## Campus
En el año de 1960 se traslada al Instituto Científico y Literario hoy edificio de Rectoría, ese mismo año se fundó la biblioteca con 2 mil 353 volúmenes, que fueron donados en su mayoría. En 1974 cambia sus instalaciones al Campus I de la Universidad, donde permanece hasta que el 23 de marzo de 1998 se convirtió en la segunda facultad en ser transferida al Campus II.
La facultad cuenta con 119 aulas de las cuales 79 pertenecen al área de licenciatura y 40 se encuentran en el edificio de posgrado; un auditorio, 16 laboratorios,  una biblioteca y oficinas administrativas.
La Facultad, con sede en la capital del Estado, cuenta con los campus Chihuahua, Delicias, Camargo, Parral y Juárez.

## Directores
Es el representante legal de la facultad, además se encarga de presidir su administración y vigilar que as labores docentes se desarrollen de manera eficiente e informar a la Rectoría de la deficiencias observadas.
Tiene la facultad de Convocar al H. Consejo Técnico, presidirlo y ejecutar sus acuerdos, rendirle informes financieros y de otras actividades además de nombrar y destituir a los Secretarios de la Facultad e informar al rector en ambos casos.

### Cronología de Directores
- C.P. Jorge Navarro Ayala 1958-1962
- C.P. Jaime Creel Sisniega 1962-1968
- C.P. Guillermo Enríquez Díaz 1968-1969
- C.P. Ramiro Valles Ortega 1969
- C.P. Antonio Horcasitas Barrio 1970.1976
- C.P. y M.A. Jesús Robles Villa 1976-1976
- C.P. y M.B.A. Sergio de la Torre H. 1976-1985
- C.P. y L.A.E. Mario Salcido Ornelas 1985-1988
- L.A.E. Rubén Torres Medina 1988-1992
- Dr. Jesús Carlos Durán Morales 1992-1996
- C.P. y M.A. Francisco Javier Luján de la Garza 1996-1999
- C.P. y M.A. Juan Francisco Cinco Zamarrón 1999-2003
- C.P. Raúl Arturo Chávez Espinoza 2003-2004
- C.P. Ramiro Valles Martínez 2004-2010
- Dr. Alfredo De la Torre Aranda 2010-2013
- M.A.R.H. Liliana Álvarez Loya 2013-2016
- M.A. y M.F. Luis Raúl Sánchez Acosta 2016-2022
- Dra. Cristina Cabrera Ramos 2022-2028 (En el cargo).

## Organización

### Consejo Universitario
Es la máxima autoridad de la Universidad. Se integra por El Rector como su Presidente, los Directores de cada Facultad, un representante de los maestros y dos representantes de los alumnos de cada una de las Unidades Académicas, el Presidente del Patronato, un representante del Sindicato del personal académico, un representante del Sindicato del personal Administrativo, y el Secretario General de la Universidad.
Las atribuciones que tiene el Consejo Universitario son:
- Aprobar y modificar, en su caso, el presupuesto anual de ingresos y egresos.
- Crear, modificar y suprimir Unidades Académicas y de Extensión.
- Aprobar la creación o modificación de programas académicos.
- Designar y remover al Rector y a los Directores de las Unidades Académicas.
- Crear, modificar, y suprimir dependencias de la administración central de la Universidad.
- Entre otros.

### Consejo Técnico
Es la máxima autoridad de Facultad. Está integrado por el director de la Facultad como Presidente, un representante maestro y alumno de cada licenciatura, así como un representante maestro y alumno del posgrado. También contarán con un Secretario, con voz, pero sin derecho a voto 
Entre las atribuciones que tiene el Consejo Técnico se encuentra:
- Elaborar tanto los reglamentos y leyes con las que se regirán las actividades de la facultad.

- Diseñar y aprobar los planes de estudio además de las diferentes cátedras que se imparte y llevarlos ante el Consejo Universitario para su aprobación.

- Proponer el nombramiento tanto de personal docente así como del administrativo que ocupe los diversos cargos en esta institución educativa

- Designar la terna de profesores que serán considerados para la elección de director de la unidad académica.
- Aprobar los presupuestos anuales de la facultad.
- Entre otros.

### Áreas Administrativas
Para el mejor desempeño de sus funciones, la Dirección de la Facultad cuenta con la Secretaría Académica, Investigación y Posgrado, Administración, Planeación y Desarrollo Institucional además de Extensión y Difusión.
La Secretaría de Planeación y Desarrollo Institucional formula y da seguimiento al plan de desarrollo que propone el directo, además ofrece apoyo al resto de las Secretarías en el seguimiento de sus planes y coordina la elaboración de informes de actividades.
Otra de sus funciones es establecer vínculos con otras instituciones educativas para lograr convenios de intercambio, así como programas de acreditación para sus planes académicos.
La Secretaría Académica se encarga de determinar los contenidos y modalidades en que se imparten los programas, así como su continua actualización para ir acorde a las necesidad y evolución de la sociedad. También es responsable de organizar y aplicar cursos de actualización en el personal docente y dirigir los sistemas de control escolar así como de admisión, evolución y titulación.
La Secretaría de Investigación y Posgrado está a cargo de atender lo relacionado con los proyectos de investigación generados en la facultad ya sea por los alumnos o los profesores, además se encarga de asignar tutores de tesis, gestionar los apoyos ya sea económicos o académicos para el desarrollo de las investigaciones, diseñar los programas académicos a impartir y vigilar el sistema de admisión para los alumnos de posgrado.
La función de la  Secretaría de Administrativa consiste en proporcionar a la FCA los insumos necesarios para que lleve a cabo su labor, ya sea de recursos humanos o financieros, también se encarga de designar los elementos que integran el proyecto de ingresos y egresos,  monitorea el inventario de mobiliario de la facultad y elabora detallados informes mensuales de los gastos de está casa de estudio.

### Directivos Actuales
- Directora: Dra. Cristina Cabrera Ramos
- Secretaría de Planeación y Desarrollo: M.A. y M.F. Armando S. González Terrazas
- Secretaría Académica: M.F. . Viviana Berroterán Martínez
- Secretaría Administrativa: M.A.R.H. Victoria Herrera Nieto
- Secretaría de Extensión y Difusión: M.A. Cynthia Guadalupe Parra Almada
- Secretaría de Investigación y Posgrado: M.A.R.H. Erika Nancy Rodríguez Quintana

## Biblioteca
La Biblioteca "C.P. Antonio Horcasitas Barrio" pertenece al Sistema Universitario de Bibliotecas Académicas (S.U.B.A.) y realiza sus procesos de acuerdo con lo establecido en el Sistema de Gestión Universitario en cumplimiento con las Normas Internacionales ISO 9001:2015, ISO 14001:2015 e ISO 45001:2018. 
La biblioteca se funda en 1960 gracias a las donaciones de diversos particulares, sin embargo, debido al esfuerzo del personal de la Facultad, poco a poco se logró la compra de diversos títulos requeridos por el alumnado, además se pusieron en marcha varias campañas de donación de libros para incrementar el acervo.
En el año 2000 de inician actividades en las instalaciones en el edificio que ocupa actualmente, el cual cuenta con una superficie de 1,250 m2. y fue inaugurado por el entonces Presidente de la República Ernesto Zedillo Ponce de León.
Ofrece los siguientes servicios:
Préstamo interno. 
Préstamo externo.
Ofrece cursos de capacitación para el uso de bases de datos.
Préstamo de equipo de cómputo.
Préstamo de cubículos individuales y grupales.
Además se realizan actividades de promoción lectora, a través de los Clubes de lectura.
La biblioteca se encuentra registrada en el Sistema de Información Cultural de la Secretaría de Cultura, en el que se describen algunas de sus características e infraestructura. 
Dentro del patrimonio artístico de la biblioteca, se encuentra una galería de pinturas al óleo de los Ex-directores y Ex-directoras.  
En el 2016, se instala el recinto C.P. Jorge Navarro Ayala (1922-1995), fundador de la Facultad, el cual cuenta con una colección especial de 872 libros, silla, escritorio, archiveros, caja fuerte, todo esto como parte de sus pertenencias que fueron donados por su familia.  

## Egresado Destacados
- Francisco Barrio Terrazas, Exgobernador de Chihuahua.
- Juan Blanco Zaldívar, Exalcalde y Diputado del Municipio de Chihuahua.
- Horacio Nava Reza, Marchista olímpico mexicano.